# Article premier de la Convention européenne des droits de l'homme
L'article premier de la Convention européenne des droits de l'homme prévoit que les États parties à la Convention reconnaissent à toute personne relevant de leur juridiction les droits et libertés définis au titre I de ladite Convention (articles 2 à 18). Cet article délimite le champ d'application dans l'espace de la Convention.
La volonté première des rédacteurs de la Convention avait été, en 1949, de garantir le respect des droits fondamentaux à toute personne « résidant » sur le territoire d'un État membre ; toutefois, dans le but d'élargir au maximum la catégorie de personnes pouvant bénéficier de la protection qui serait accordée par la Convention, un amendement proposa de remplacer « résidant » par « habitant », auquel fut en définitive préférée la formulation, inspirée du projet de Pacte en préparation à la même époque dans les instances de l'Organisation des Nations unies, de « toute personne relevant de [la] juridiction [de l'État partie à la Convention] ».

## Disposition
« Les Hautes Parties contractantes reconnaissent à toute personne relevant de leur juridiction les droits et libertés définis au titre I de la présente Convention : (suit le titre I) »

— Article 1 — Obligation de respecter les droits de l'homme

## Application

### Interprétations de la Cour européenne des droits de l'homme
La Cour européenne des droits de l'homme a fourni une importante jurisprudence sur l'interprétation de cet article et l'examen des hypothèses dans lesquelles une personne relève bien de la juridiction de l'État qu'elle poursuit. 
Ainsi, des individus ne se trouvant pas sur le territoire national peuvent se prévaloir, à l'encontre de leur État national, de la protection accordée par la Convention, selon des critères variés ; d'autre part, un État peut être considéré comme se livrant à un exercice extraterritorial de sa juridiction en cas, par exemple, de stationnement de troupes à l'étranger — c'est ainsi que la Turquie fut régulièrement déclarée responsable des atteintes aux droits de l'homme survenues dans la partie nord de Chypre.